# Ocean Breeze (Schiff)
Die Ocean Breeze ist die Megayacht des ehemaligen irakischen Diktators Saddam Hussein. Sie wurde 1981 in der dänischen Werft Helsingør Vaerf gebaut.

## Ausstattung
Die Yacht verfügt unter anderem über ein Mini-U-Boot, Ambulanz mit Operationssaal, kugelsicheres Glas und ein Raketenabwehrsystem.